# Slogfallet
Slogfallet är ett naturreservat i Smedjebackens kommun i Dalarnas län.
Området är naturskyddat sedan 1996 och är 27 hektar stort. Reservatet ligger på berget med detta namn beläget öster om Övra Malingsbosjön och består av naturskogsliknande granskog med inslag av stora aspar.